# 十文字町腕越
十文字町腕越（じゅうもんじまちうでこし）は、秋田県横手市の大字。郵便番号は019-0501。人口は772人、世帯数は332世帯（2020年10月1日現在）。

## 地理
横手市南部、十文字地域の東端に位置する。東と北で増田町亀田、西で十文字町西原一番町・十文字町西原二番町、南で増田町増田・十文字町仁井田、北で平鹿町醍醐と隣接する。東西に細長い区域を有しており、秋田県道108号川連増田平鹿線が縦貫する。市内で唯一の公営卓球場「横手市十文字卓球場」が所在する。かつては同地区に平鹿・増田・十文字地域のゴミを処理していた「南部環境保全センター」があったが、2016年にクリーンプラザよこてへと機能が統合された。

### 小字
- 字石倉（いしくら）
- 字上掵（かみはば）
- 字北裏（きたうら）
- 字北軒端（きたのきばた）
- 字佐吉開（さきちびらき）
- 字西原（にしはら）
- 字南軒端（みなみのきばた）
- 字山道端（やまみちばた）

## 世帯数と人口
2020年（令和2年）10月1日現在の世帯数と人口は以下の通りである。
| 丁目         | 世帯数  | 人口  |
| ------------ | ------- | ----- |
| 十文字町腕越 | 332世帯 | 772人 |

### 人口の推移
以下は国勢調査による1995年（平成7年）以降の人口の推移。
| 年                 | 人口  |
| ------------------ | ----- |
| 1995年（平成7年）  | 1,095 |
| 2000年（平成12年） | 1,076 |
| 2005年（平成17年） | 1,075 |
| 2010年（平成22年） | 989   |
| 2015年（平成27年） | 884   |
| 2020年（令和2年）  | 772   |

## 交通

### 鉄道
地域内に駅はない。最寄り駅はJR東日本・奥羽本線の十文字駅。

### 道路
- 秋田県道108号川連増田平鹿線（一般県道）

## 施設
- 横手市十文字卓球場

閉鎖した施設
- 南部環境保全センター